# طواف المجر 2021
طواف المجر 2021 (بالمجرية: 2021-es Tour de Hongrie)‏ هو سباق دراجات هوائية، وهو الموسم رقم 42 من السباق، وأقيم خلال الفترة 12 مايو 2021، وحتى 16 مايو 2021، وهو أحد سباقات طواف أوروبا للدراجات 2021، وقد شارك في السباق 130 متسابقاً ووصل إلى نهايته 117 متسابقاً.
فاز فيه بالمركز الأول داميان هاوسون، وبالمركز الثاني بن هيرمانز، وبالمركز الثالث Antonio Tiberi ‏، والفائز في ترتيب النقاط فل بوهوس، والفائز حسب ترتيب التسلق ماسيج باتيرسكي، والفريق الفائز في ترتيب الفرق فريق أستانا.

## الفرق
| فرق عالمية (8)- Astana-Premier Tech - Bahrain Victorious - Israel Start-Up Nation - Team BikeExchange - Jumbo-Visma - Trek-Segafredo - Bora-Hansgrohe - Team DSM فرق برو (9)- 2021 أندروني جوكاتولي-سيدرمك ‏ - بنجوال دبليو بي 2021 ‏ - كاجا رورال-سيغوروس 2021 ‏ - فريق إيولو كوميت لركوب الدراجات 2021 ‏ - غازبروم روسفيلو 2021 ‏ - نوفو نورديسك 2021 ‏ - سبورت فلاندرين بالويس 2021 ‏ - أونو اكس برو سايكلنج تيم 2021 ‏ - 2021 ويلير تريستينا-سيل إيطاليا ‏ فرق قارية (4)- أدريا موبيل 2021 ‏ - جيوتي فيكتوريا سافيني ديو 2021 ‏ - مازوززي سيرس بولسكي 2021 ‏ - فوستر أيه تي إس تيم 2021 ‏ فريق وطني- فريق المجر لركوب الدراجات للرجال 2021‏ |  |
| |  |

## المراحل
| قائمة المراحل | قائمة المراحل | قائمة المراحل                | قائمة المراحل      | قائمة المراحل | قائمة المراحل   | قائمة المراحل |
| المرحلة       | التاريخ       | الدورة                       |                    | المسافة (كم)  | الفائز بالمرحلة | القائد العام  |
| ------------- | ------------- | ---------------------------- | ------------------ | ------------- | --------------- | ------------- |
| مرحلة 1       | 12 مايو       | Siófok ‏ – كابوشفار           | مرحلة مستوية       | 173٫05        | فل بوهوس        | فل بوهوس      |
| مرحلة 2       | 13 مايو       | Balatonfüred ‏ – ناجيكانيزسا  | مرحلة مستوية       | 183           | Jordi Meeus ‏    | Jordi Meeus ‏  |
| مرحلة 3       | 14 مايو       | فيسبرم – تاتا                | مرحلة مستوية       | 142٫2         | فل بوهوس        | فل بوهوس      |
| مرحلة 4       | 15 مايو       | Balassagyarmat ‏ – Kékestető ‏ | مرحلة جبلية متوسطة | 202٫2         | داميان هاوسون   | داميان هاوسون |
| مرحلة 5       | 16 مايو       | بودابست – بودابست            | مرحلة مستوية       | 93٫11         | إدوارد ثيونس    | داميان هاوسون |

## النتيجة

### مرحلة 1
هي مرحلة مسطحة، أجريت في 12 مايو 2021، وامتدّت لمسافة 173.05 كيلومتر فاز بالمرحلة فل بوهوس، ومتصدر الترتيب العام في نهاية المرحلة فل بوهوس، والمتصدر حسب ترتيب النقاط فل بوهوس، ومتصدر ترتيب التسلق Patryk Stosz ‏، ومتصدر ترتيب الفرق أونو اكس برو سايكلنج تيم 2021 ‏.
| التصنيف العام         | التصنيف العام          | التصنيف العام | التصنيف العام             | التصنيف العام     |
| العداء                | العداء                 | البلد         | الفريق                    | الوقت             |
| --------------------- | ---------------------- | ------------- | ------------------------- | ----------------- |
| 1                     | فل بوهوس               | ألمانيا       | Bahrain Victorious        | 3 س 54 دقيقة 12 ث |
| 2                     | ياكوب ماريكزكو         | إيطاليا       | Vini Zabù                 | + 4 ث             |
| 3                     | Patryk Stosz ‏          | بولندا        | Voster ATS Team           | + 4 ث             |
| 4                     | Jordi Meeus ‏           | بلجيكا        | بورا هانسغروه             | + 6 ث             |
| 5                     | Diego Pablo Sevilla ‏   | إسبانيا       | Eolo-Kometa               | + 6 ث             |
| 6                     | إدوارد ثيونس           | بلجيكا        | تريك سيغافريدو            | + 7 ث             |
| 7                     | Fabio Van den Bossche ‏ | بلجيكا        | Sport Vlaanderen-Baloise  | + 8 ث             |
| 8                     | تاج جونز ‏              | أستراليا      | Israel Start-Up Nation    | + 8 ث             |
| 9                     | آلان باناسيك           | بولندا        | HRE Mazowsze Serce Polski | + 9 ث             |
| 10                    | رودي باربير            | فرنسا         | Israel Start-Up Nation    | + 10 ث            |
| مصدر: ProCyclingStats |                        |               |                           |                   |

### مرحلة 2
هي مرحلة مسطحة، أجريت في 13 مايو 2021، وامتدّت لمسافة 183 كيلومتر فاز بالمرحلة Jordi Meeus ‏، ومتصدر الترتيب العام في نهاية المرحلة Jordi Meeus ‏، والمتصدر حسب ترتيب النقاط Jordi Meeus ‏، ومتصدر ترتيب التسلق ماسيج باتيرسكي، ومتصدر ترتيب الفرق تريك-سيغافريدو 2021 ‏.
| التصنيف العام         | التصنيف العام          | التصنيف العام | التصنيف العام            | التصنيف العام     |
| العداء                | العداء                 | البلد         | الفريق                   | الوقت             |
| --------------------- | ---------------------- | ------------- | ------------------------ | ----------------- |
| 1                     | Jordi Meeus ‏           | بلجيكا        | بورا هانسغروه            | 7 س 58 دقيقة 03 ث |
| 2                     | فل بوهوس               | ألمانيا       | Bahrain Victorious       | + 0 ث             |
| 3                     | ماسيج باتيرسكي         | بولندا        | Voster ATS Team          | + 6 ث             |
| 4                     | Alberto Dainese ‏       | إيطاليا       | Team DSM                 | + 8 ث             |
| 5                     | ياكوب ماريكزكو         | إيطاليا       | Vini Zabù                | + 8 ث             |
| 6                     | Patryk Stosz ‏          | بولندا        | Voster ATS Team          | + 8 ث             |
| 7                     | Diego Pablo Sevilla ‏   | إسبانيا       | Eolo-Kometa              | + 8 ث             |
| 8                     | János Pelikán ‏         | المجر         | أندروني جوكاتولي-سيدرمك  | + 10 ث            |
| 9                     | إدوارد ثيونس           | بلجيكا        | تريك سيغافريدو           | + 11 ث            |
| 10                    | Fabio Van den Bossche ‏ | بلجيكا        | Sport Vlaanderen-Baloise | + 12 ث            |
| مصدر: ProCyclingStats |                        |               |                          |                   |

### مرحلة 3
هي مرحلة مسطحة، أجريت في 14 مايو 2021، وامتدّت لمسافة 142.2 كيلومتر فاز بالمرحلة فل بوهوس، ومتصدر الترتيب العام في نهاية المرحلة فل بوهوس، والمتصدر حسب ترتيب النقاط فل بوهوس، ومتصدر ترتيب التسلق ماسيج باتيرسكي، ومتصدر ترتيب الفرق تريك-سيغافريدو 2021 ‏.
| التصنيف العام         | التصنيف العام     | التصنيف العام   | التصنيف العام             | التصنيف العام      |
| العداء                | العداء            | البلد           | الفريق                    | الوقت              |
| --------------------- | ----------------- | --------------- | ------------------------- | ------------------ |
| 1                     | فل بوهوس          | ألمانيا         | Bahrain Victorious        | 11 س 15 دقيقة 23 ث |
| 2                     | Jordi Meeus ‏      | بلجيكا          | بورا هانسغروه             | + 10 ث             |
| 3                     | Patryk Stosz ‏     | بولندا          | Voster ATS Team           | + 15 ث             |
| 4                     | ماسيج باتيرسكي    | بولندا          | Voster ATS Team           | + 16 ث             |
| 5                     | مايك تيونسين      | هولندا          | Jumbo-Visma               | + 18 ث             |
| 6                     | ياكوب ماريكزكو    | إيطاليا         | Vini Zabù                 | + 18 ث             |
| 7                     | Alberto Dainese ‏  | إيطاليا         | Team DSM                  | + 18 ث             |
| 8                     | Norbert Banaszek ‏ | بولندا          | HRE Mazowsze Serce Polski | + 19 ث             |
| 9                     | فرد رايت          | المملكة المتحدة | Bahrain Victorious        | + 20 ث             |
| 10                    | János Pelikán ‏    | المجر           | أندروني جوكاتولي-سيدرمك   | + 20 ث             |
| مصدر: ProCyclingStats |                   |                 |                           |                    |

### مرحلة 4
هي مرحلة جبلية متوسطة، أجريت في 15 مايو 2021، وامتدّت لمسافة 202.2 كيلومتر فاز بالمرحلة داميان هاوسون، ومتصدر الترتيب العام في نهاية المرحلة داميان هاوسون، والمتصدر حسب ترتيب النقاط فل بوهوس، ومتصدر ترتيب التسلق ماسيج باتيرسكي، ومتصدر ترتيب الفرق فريق أستانا 2021 ‏.
| التصنيف العام         | التصنيف العام      | التصنيف العام | التصنيف العام             | التصنيف العام      |
| العداء                | العداء             | البلد         | الفريق                    | الوقت              |
| --------------------- | ------------------ | ------------- | ------------------------- | ------------------ |
| 1                     | داميان هاوسون      | أستراليا      | Team BikeExchange         | 16 س 11 دقيقة 24 ث |
| 2                     | بن هيرمانز         | بلجيكا        | Israel Start-Up Nation    | + 16 ث             |
| 3                     | Antonio Tiberi ‏    | إيطاليا       | تريك سيغافريدو            | + 24 ث             |
| 4                     | Jhojan García ‏     | كولومبيا      | Caja Rural-Seguros RGA    | + 32 ث             |
| 5                     | Stefan de Bod ‏     | جنوب أفريقيا  | Astana-Premier Tech       | + 45 ث             |
| 6                     | Laurens Huys ‏      | بلجيكا        | Bingoal Pauwels Sauces WB | + 51 ث             |
| 7                     | Paweł Cieślik ‏     | بولندا        | Voster ATS Team           | + 54 ث             |
| 8                     | خافيير رومو ‏       | إسبانيا       | Astana-Premier Tech       | + 54 ث             |
| 9                     | Kevin Colleoni ‏    | إيطاليا       | Team BikeExchange         | + 57 ث             |
| 10                    | Santiago Buitrago ‏ | كولومبيا      | Bahrain Victorious        | + 59 ث             |
| مصدر: ProCyclingStats |                    |               |                           |                    |

### مرحلة 5
هي مرحلة مسطحة، أجريت في 16 مايو 2021، وامتدّت لمسافة 93.11 كيلومتر فاز بالمرحلة إدوارد ثيونس، ومتصدر الترتيب العام في نهاية المرحلة داميان هاوسون.
| التصنيف العام         | التصنيف العام | التصنيف العام | التصنيف العام | التصنيف العام |
| العداء                | العداء        | البلد         | الفريق        | الوقت         |
| --------------------- | ------------- | ------------- | ------------- | ------------- |
| مصدر: ProCyclingStats |               |               |               |               |

## التصنيف العام النهائي
| التصنيف العام         | التصنيف العام      | التصنيف العام | التصنيف العام             | التصنيف العام      |
| العداء                | العداء             | البلد         | الفريق                    | الوقت              |
| --------------------- | ------------------ | ------------- | ------------------------- | ------------------ |
| 1                     | داميان هاوسون      | أستراليا      | Team BikeExchange         | 18 س 07 دقيقة 10 ث |
| 2                     | بن هيرمانز         | بلجيكا        | Israel Start-Up Nation    | + 16 ث             |
| 3                     | Antonio Tiberi ‏    | إيطاليا       | تريك سيغافريدو            | + 24 ث             |
| 4                     | Jhojan García ‏     | كولومبيا      | Caja Rural-Seguros RGA    | + 32 ث             |
| 5                     | Stefan de Bod ‏     | جنوب أفريقيا  | Astana-Premier Tech       | + 45 ث             |
| 6                     | Laurens Huys ‏      | بلجيكا        | Bingoal Pauwels Sauces WB | + 51 ث             |
| 7                     | Paweł Cieślik ‏     | بولندا        | Voster ATS Team           | + 54 ث             |
| 8                     | خافيير رومو ‏       | إسبانيا       | Astana-Premier Tech       | + 54 ث             |
| 9                     | Kevin Colleoni ‏    | إيطاليا       | Team BikeExchange         | + 57 ث             |
| 10                    | Santiago Buitrago ‏ | كولومبيا      | Bahrain Victorious        | + 59 ث             |
| مصدر: ProCyclingStats |                    |               |                           |                    |

### تصنيف النقاط
| تصنيف النقاط          | تصنيف النقاط     | تصنيف النقاط | تصنيف النقاط              | تصنيف النقاط |
| العداء                | العداء           | البلد        | الفريق                    | النقاط       |
| --------------------- | ---------------- | ------------ | ------------------------- | ------------ |
| 1                     | فل بوهوس         | ألمانيا      | Bahrain Victorious        | 53 نقطة      |
| 2                     | Jordi Meeus ‏     | بلجيكا       | بورا هانسغروه             | 30 نقطة      |
| 3                     | إدوارد ثيونس     | بلجيكا       | تريك سيغافريدو            | 24 نقطة      |
| 4                     | Olav Kooij ‏      | هولندا       | Jumbo-Visma               | 24 نقطة      |
| 5                     | تيموثي دوبونت    | بلجيكا       | Bingoal Pauwels Sauces WB | 23 نقطة      |
| 6                     | داميان هاوسون    | أستراليا     | Team BikeExchange         | 20 نقطة      |
| 7                     | Jordi Warlop ‏    | بلجيكا       | Sport Vlaanderen-Baloise  | 19 نقطة      |
| 8                     | مايك تيونسين     | هولندا       | Jumbo-Visma               | 17 نقطة      |
| 9                     | Alberto Dainese ‏ | إيطاليا      | Team DSM                  | 16 نقطة      |
| 10                    | رودي باربير      | فرنسا        | Israel Start-Up Nation    | 16 نقطة      |
| مصدر: ProCyclingStats |                  |              |                           |              |

### تصنيف الجبال
| تصنيف الجبال          | تصنيف الجبال         | تصنيف الجبال | تصنيف الجبال             | تصنيف الجبال |
| العداء                | العداء               | البلد        | الفريق                   | النقاط       |
| --------------------- | -------------------- | ------------ | ------------------------ | ------------ |
| 1                     | ماسيج باتيرسكي       | بولندا       | Voster ATS Team          | 21 نقطة      |
| 2                     | Patryk Stosz ‏        | بولندا       | Voster ATS Team          | 13 نقطة      |
| 3                     | داميان هاوسون        | أستراليا     | Team BikeExchange        | 10 نقطة      |
| 4                     | بن هيرمانز           | بلجيكا       | Israel Start-Up Nation   | 7 نقطة       |
| 5                     | Sergio Martín ‏       | إسبانيا      | Caja Rural-Seguros RGA   | 7 نقطة       |
| 6                     | Antonio Tiberi ‏      | إيطاليا      | تريك سيغافريدو           | 5 نقطة       |
| 7                     | Diego Pablo Sevilla ‏ | إسبانيا      | Eolo-Kometa              | 5 نقطة       |
| 8                     | Jhojan García ‏       | كولومبيا     | Caja Rural-Seguros RGA   | 4 نقطة       |
| 9                     | غيليس دي وايلد ‏      | بلجيكا       | Sport Vlaanderen-Baloise | 4 نقطة       |
| 10                    | Stefan de Bod ‏       | جنوب أفريقيا | Astana-Premier Tech      | 3 نقطة       |
| مصدر: ProCyclingStats |                      |              |                          |              |

## تصنيف الفرق

### الفرق حسب الوقت
| تصنيف الفرق حسب الوقت | تصنيف الفرق حسب الوقت     | تصنيف الفرق حسب الوقت | تصنيف الفرق حسب الوقت |
| الفريق                | الفريق                    | البلد                 | الوقت                 |
| --------------------- | ------------------------- | --------------------- | --------------------- |
| 1                     | Astana-Premier Tech       | كازاخستان             | 54 س 24 دقيقة 49 ث    |
| 2                     | Caja Rural-Seguros RGA    | إسبانيا               | + 12 ث                |
| 3                     | Team BikeExchange         | أستراليا              | + 18 ث                |
| 4                     | Eolo-Kometa               | إيطاليا               | + 1 دقيقة 18 ث        |
| 5                     | تريك سيغافريدو            | الولايات المتحدة      | + 1 دقيقة 22 ث        |
| 6                     | Sport Vlaanderen-Baloise  | بلجيكا                | + 1 دقيقة 41 ث        |
| 7                     | Jumbo-Visma               | هولندا                | + 2 دقيقة 18 ث        |
| 8                     | Vini Zabù                 | إيطاليا               | + 2 دقيقة 47 ث        |
| 9                     | Bingoal Pauwels Sauces WB | بلجيكا                | + 3 دقيقة 24 ث        |
| 10                    | أندروني جوكاتولي-سيدرمك   | إيطاليا               | + 4 دقيقة 22 ث        |
| مصدر: ProCyclingStats |                           |                       |                       |

## وصلات خارجية
- الموقع الرسمي
- لمحة عن سباق طواف المجر 2021 على موقع  ProCyclingStats   (برو  سايكلنج  ستاتس) - إحصاءات  محترفي  الدراجات.
- طواف المجر 2021 على موقع إحصائيات الدراجات الإحترافية (الإنجليزية)